# Schiffornis stenorhyncha
Schiffornis stenorhyncha là một loài chim trong họ Tityridae.